# 奥托·肖特
奥托·肖特（Friedrich Otto Schott，1851年12月7日—1935年8月27日）是德国的化學家及光学玻璃专家。

## 生平
他在1851年生于德国维滕镇。肖特从莱比锡大学毕业后不久，加入蔡司公司，从事光学玻璃的研究。1884年奥托·肖特和蔡司厂的恩斯特·阿贝在耶拿创建肖特玻璃厂。肖特玻璃是当时世界上最有名的光学玻璃。
1935年8月21日，肖特在耶拿逝世，享年84歲。